# Promachus fuscifemoratus
Promachus fuscifemoratus är en tvåvingeart som beskrevs av Joseph och Parui 1981. Promachus fuscifemoratus ingår i släktet Promachus och familjen rovflugor. Inga underarter finns listade i Catalogue of Life.